# Kisiewo
Kisiewo (biał. Кісева; ros. Кисево) – wieś na Białorusi, w obwodzie witebskim, w rejonie dokszyckim, w sielsowiecie Wołkołata.

## Historia
W czasach zaborów wieś rządowa w gminie Wołkołata, w powiecie wilejskim, w guberni wileńskiej Imperium Rosyjskiego. W 1866 w 6 domach zamieszkiwało 60 osób.
W dwudziestoleciu międzywojennym istniały Kisiewo I i Kisiewo II. Wsie leżały w Polsce, w województwie wileńskim, w powiecie duniłowickim, od 1926 w powiecie postawskim, w gminie Wołkołata.
Według Powszechnego Spisu Ludności z 1921 roku zamieszkiwało:
- Kisiewo I  – 80 osób, wszystkie były wyznania rzymskokatolickiego. Jednocześnie 8 mieszkańców zadeklarowało polską przynależność narodową, 72 białoruską. Było tu 15 budynków mieszkalnych[2]. W 1931 w 17 domach zamieszkiwało 78 osób[3].
- Kisiewo II  – 52 osoby, 51 było wyznania rzymskokatolickiego a 1 mahometańskiego. Jednocześnie 2 mieszkańców zadeklarowało polską przynależność narodową, 49 białoruską a 1 tatarską. Było tu 10 budynków mieszkalnych[2]. W 1931 w 12 domach zamieszkiwało 50 osób[3].

Wierni należeli do parafii rzymskokatolickiej w Wołkołacie. Miejscowości podlegały pod Sąd Grodzki w Duniłowiczach i Okręgowy w Wilnie; właściwy urząd pocztowy mieścił się w Wołkołacie.
Po agresji ZSRR na Polskę w 1939 roku wieś znalazła się w granicach BSRR. W latach 1941–1944 była pod okupacją niemiecką. Od 1945 leżała w BSRR. Od 1991 roku w Republice Białorusi.